# The Spider and the Fly
"The Spider and the Fly" er en sang fra det engelske rock ‘n’ roll band The Rolling Stones, og blev udgivet i 1965 på albummet Out of Our Heads. Sangen var også b-side til hit singlen "(I Can't Get No) Satisfaction".
Sangen blev skrevet af Mick Jagger og Keith Richards under pseudonymet Nanker Phelge som The Stones brugte til at skrive under i midten af 1960'erne. Denne sangs tekst handler om efterstræbelse af kvinder under en turne, hvor Jagger synger at han er edderkoppen, og fluen er den pige som bliver fanget i hans spind.
| Citat | Sittin' thinkin' sinkin' drinkin'; Wondering what I'd do when I'm through tonight; Smoking moping, maybe just hopin'; Some little girl will pass on by; Don't wanna be alone but I love my girl at home; I remember what she said | Citat |
|       | |       |

Jagger sagde i et interview fra 1995 med Rolling Stone at:” Jeg er ikke rigtig vild med den, men når man lytter til den på en plade, er det meget interessant som blues nummer. Det er en Jimmy Reed blues sang med britiske pop gruppe ord, som en er interessant kombination .”
På dette nummer sang Jagger og spillede mundharmonika, mens Keith Richards og Brian Jones spillede nummerets guitarer, hvor Richards spillede soloen. Bass og trommer blev spillet af henholdsvis Bill Wyman og Charlie Watts .
The Stones har optrådt med "The Spider and the Fly" på tour i 1965 og 1966, og under deres 1995 Voodoo Lounge Tour. En bearbejdet live version findes på deres 1995 live album Stripped. 

### Fodnote
1. ↑  "Jagger Remembers (Part III) : Rolling Stone". Arkiveret fra originalen 2. oktober 2007. Hentet 8. januar 2008.
2. ↑  The Spider and the Fly